# Carta di localizzazione probabile delle valanghe
La carta di localizzazione probabile delle valanghe (sigla C.L.P.V.) è una carta topografica su cui vengono tracciate - nel modo più preciso possibile - le aree di massima estensione dei fenomeni valanghivi verificatisi nel tempo in un dato territorio. 
Questo tipo di carta, tuttavia, non è una carta del rischio in quanto non fornisce alcuna informazione sulla periodicità delle valanghe e le caratteristiche dinamiche delle stesse, né sul grado di rischio.